# Chylomikronen

Chylomikron-Struktur
ApoA, ApoB, ApoC, ApoE (Apolipoproteine); T (Triacylglycerol); C (Cholesterol); grün (Phospholipide)

Chylomikronen sind Lipoproteinpartikel von 0,5 bis 1,0 µm Durchmesser und einer Dichte von unter 1,000 g/ml, die vom Dünndarm über die Lymphe in die Blutbahn sezerniert werden. Ihr Lipidkern enthält hauptsächlich Triacylglyceride sowie eine im Vergleich geringe Menge an Cholesterinestern. In die Cholesterin-haltige Phospholipidhülle ist Apolipoprotein B-48 als Strukturapolipoprotein eingelagert. Weitere Apolipoproteine, die teilweise zu einem späteren Zeitpunkt auf Chylomikronen übertragen werden, sind Apolipoprotein E (ApoE), die Apolipoprotein-C-Familie sowie Apolipoprotein A-IV. Chylomikronen sind ein Faktor bei der Entstehung und Symptomatik von Nahrungsmittelallergien.
Die Chylomikronen transportieren die im Darm aufgenommenen Nahrungsfette unter Umgehung der Leber über das Lymphsystem in den großen Blutkreislauf und haben in etwa folgende Zusammensetzung:
- 1 % Eiweiß
- 4 % Cholesterin und Cholesterinester
- 5 % Phospholipide
- 90 % Triglyceride

Chylomikronen gelangen über Lymphgefäße und den Milchbrustgang (Ductus thoracicus) in die Blutbahn. In den Kapillaren des Fett- und Muskelgewebes spaltet die Lipoproteinlipase einen Großteil der in den Chylomikronen enthaltenen Triglyceride. Die freigesetzten Fettsäuren werden dann in die umliegenden Fett- und Muskelzellen aufgenommen und gespeichert bzw. verbraucht. Die in der Blutbahn zurückbleibenden Partikel, die nun einen stark erhöhten relativen Cholesteringehalt haben, werden als Chylomikronen-Remnants (engl. Überbleibsel) bezeichnet. An sie lagert sich das Apolipoprotein C2 an, welches schließlich die rezeptorvermittelte Aufnahme der Chylomikronen-Remnants in die Leber vermittelt (insbesondere über den Membranrezeptor LRP1, in geringerem Maße auch über den LDL-Rezeptor). Wird rund zehn Stunden keine Nahrung aufgenommen, sind Chylomikronen nicht mehr nachweisbar.

## Chylomikronen und Nahrungsmittelallergien
In einer Studie an Mäusen konnte erstmals gezeigt werden, dass die Aufnahme des Nahrungsprotein-Anteils, der nicht verdaut wird, hauptsächlich über den Chylomikron-Transport geschieht, insbesondere wenn die Nahrung viel Triglyzeride enthält. Dies ist bei Erdnüssen, Eiern und Milch der Fall, und es kommt hinzu, dass entsprechende Protein-Antigene Emulgator-Eigenschaften besitzen, wodurch sie eine hohe Affinität zu Chylomikronen haben.

## Nachweisverfahren
- Kühlschranktest
- Lipid-Elektrophorese